# Noisiel
Noisiel (franskt uttal: [nwazjɛl]
 ( lyssna)) är en kommun i departementet Seine-et-Marne i regionen Île-de-France i norra Frankrike. Kommunen ligger i kantonen Champs-sur-Marne som tillhör arrondissementet Torcy. År 2022 hade Noisiel 15 927 invånare.

## Befolkningsutveckling
| Befolkningsutvecklingen i Noisiel 1968–2021 | Befolkningsutvecklingen i Noisiel 1968–2021 | Befolkningsutvecklingen i Noisiel 1968–2021 | Befolkningsutvecklingen i Noisiel 1968–2021 | Befolkningsutvecklingen i Noisiel 1968–2021 |
| ------------------------------------------- | ------------------------------------------- | ------------------------------------------- | ------------------------------------------- | ------------------------------------------- |
|                                             |                                             |                                             |                                             |                                             |
| År                                          |                                             |                                             | Folkmängd                                   |                                             |
| 1968                                        | 1968                                        |                                             | 1 274                                       |                                             |
| 1975                                        | 1975                                        |                                             | 3 571                                       |                                             |
| 1982                                        | 1982                                        |                                             | 12 446                                      |                                             |
| 1990                                        | 1990                                        |                                             | 16 525                                      |                                             |
| 1999                                        | 1999                                        |                                             | 15 502                                      |                                             |
| 2007                                        | 2007                                        |                                             | 15 429                                      |                                             |
| 2015                                        | 2015                                        |                                             | 15 627                                      |                                             |
| 2021                                        | 2021                                        |                                             | 15 461                                      |                                             |